# June Anderson
June Anderson (Boston, 30 de diciembre de 1952) es una soprano de coloratura estadounidense.
Nació en Boston, Massachusetts y fue criada en Connecticut. Inició sus estudios de canto a los 11 años y fue la finalista más joven para el momento, en las audiciones de la Ópera del Metropolitan con 17.
Se graduó en la Universidad de Yale en Francés, y luego decidió continuar la carrera de canto. Participó en numerosas audiciones, pero no obtuvo ningún puesto. Continuó la búsqueda como un reto, dándose un plazo de dos años para lograrlo, en caso de que no lo consiguiera entraría en una escuela de Derecho. 
Hizo su debut profesional con el papel de la Reina de la noche, de la ópera La flauta mágica de Mozart, con la New York City Opera, en la ciudad de Nueva York en 1978. Su debut europeo lo hizo en Roma, en 1982, en el papel principal de la ópera Semiramide de Rossini. Desde entonces, Anderson ha cantado en los teatros de ópera más importantes del mundo y ha grabado una colección importante de óperas. Cantó el rol de Lucía en Florencia en 1983 y en La sonnambula en Venecia en 1984. En 1986 debutó en la ópera de París, en La Scala de Milán y en el Covent Garden. 
En 1989 debutó en el Metropolitan Opera como Gilda de Rigoletto volviendo entre 1990 y 2001 como Lucía, Violetta, Semiramide, Leonora de Il Trovatore y La hija del regimiento y en 1999 en el Teatro Colón como Violetta regresando en 2001 para Norma.
Aunque originalmente se dio conocer por sus interpretaciones en el bel canto, en óperas de Bellini y Donizetti, y particularmente destacada en los personajes de Rossini, ha extendido su repertorio para incluir una gran variedad de roles, más recientemente el de Daphne de Richard Strauss, que interpretó en Venecia en junio de 2005.
Actualmente vive en París, aunque tiene residencias en varias de las ciudades en las que canta frecuentemente. 
Fue condecorada con la Legión de honor por el gobierno francés.

## Discografía
Vincenzo Bellini
- Norma (DVD), Daniela Barcellona, Fabio Biondi, live - Teatro Regio di Parma, 2001 (DVD/Video)

- La sonnambula, Roberto Cecconi, live - La Fenice, Venice, 1984

- Beatrice di Tenda, Gianfranco Masini, live - La Fenice, Venice, 1987

Gioachino Rossini
- Semiramide, Marilyn Horne, Samuel Ramey, James Conlon, live - Metropolitan Opera, 1990

- Mosè in Egitto, Claudio Scimone (1981) (PHILIPS 420 109-2)

- Maometto II, Samuel Ramey, Claudio Scimone (1983) (PHILIPS 412 148-2)

- Rossini - Soirées Musicales (La regata Veneziana - Il rimprovero - L'orgia - La partenza - La serenata - La pastorella - La pesca - La gita in gondola - La danza - La promessa - L'invito - I marinai) (1987, 1988)

- Rossini Scenes, Daniele Gatti (1991) (LONDON - 436 377-2)

- La donna del lago, Riccardo Muti, La Scala, Milan (1992) (PHILIPS 438 211-2)

Gaetano Donizetti
- Lucia di Lammermoor, Alfredo Kraus, Gianluigi Gelmetti, live - Florence (1983)

- La fille du régiment, Alfredo Kraus, Bruno Campanella, Opéra-Comique of Paris, 1986 (EMI CMS 763128 2)

Giuseppe Verdi
- Rigoletto, Luciano Pavarotti, Leo Nucci, Shirley Verrett, Nicolai Ghiaurov, Riccardo Chailly (1989) (LONDON 425 864-2)

- I Lombardi alla prima crociata, Luciano Pavarotti, Richard Leech, Samuel Ramey, James Levine (1996) (London 455 287-2)

- Luisa Miller (DVD), T. Ichihara, Paul Plishka, live - Lyon National Opera, 1988 (Kultur Video)

Leonard Bernstein
- Candide, Jerry Hadley, Christa Ludwig, Nicolai Gedda, Leonard Bernstein, 1989

- White House Cantata, Thomas Hampson, Barbara Hendricks, Kent Nagano, 1998

- Adolphe Adam, Le postillon de Lonjumeau, Thomas Fulton, 1985 (EMI 557106-2)

- Tomaso Albinoni, Il Nascimento dell'Aurora, Claudio Scimone, 1983 (ERATO 751-522)

- Daniel Auber, La muette de Portici, Alfredo Kraus, Thomas Fulton (1986) (EMI 7492842)

- Bizet, La jolie fille de Perth, Alfredo Kraus, Georges Prêtre, 1985 (EMI 7475598)

- Fromental Halévy, La Juive, José Carreras, Antonio De Almeida (1986, 1989) (PHILIPS 420 190-2)

- Massenet, Chérubin, Frederica von Stade, Samuel Ramey, Dawn Upshaw, Pinchas Steinberg (1991) (RCA 09026-60593-2)

- Meyerbeer, Robert le diable, Samuel Ramey, Thomas Fulton, Opéra de Paris (1985) (Legato LCD 229-3)

- Mozart, The Magic Flute, Barbara Hendricks, Jerry Hadley, Sir Charles Mackerras (1991) (TELARC CD-80302)

- Carl Orff, Carmina Burana, James Levine (1984) (DEUTSCHE GRAMMOPHON - 415 136-2)

- Richard Strauss, Daphne, Stefan Anton Reck, La Fenice, Venice (2005)

- Ambroise Thomas, Hamlet, Thomas Hampson, Samuel Ramey, Denyce Graves, Antonio de Almeida (1993) (EMI CDCC 7 54820 2)

- Wagner, Die Feen, Wolfgang Sawallisch, Festival de ópera de Múnich (1983) (ORFEO C 062 833 F)

- Datos: Q269693